# Leiothrix tenuifolia
Leiothrix tenuifolia är en gräsväxtart som beskrevs av Silveira. Leiothrix tenuifolia ingår i släktet Leiothrix och familjen Eriocaulaceae. Inga underarter finns listade i Catalogue of Life.